# 幾內亞比索奧林匹克委員會
幾內亞比紹奧林匹克委員會（Guinea-Bissau Olympic Committee）是幾內亞比紹的國家奧林匹克委員會。該組織成立於1992年，是國際奧委會和非洲國家奧林匹克委員會聯合會的成員。1996年，首次派員參加美國阿特蘭大的夏季奧運會。
現時，幾內亞比紹奧林匹克委員會的總部設在比紹，主席是Mr Sérgio MANÉ。 

## 資料來源
1. ↑  .   [2014-04-14]. （原始内容存档于2016-08-05）.